# Tonique Williams-Darling
Tonique Williams-Darling, bahamska atletinja * 17. januar 1976, Nassau, Bahami.
Nastopila je na olimpijskih igrah v letih 2000 in 2004 ter osvojila naslov olimpijske prvakinje v teku na 400 m leta 2004. V isti disciplini je osvojila še naslov svetovne prvakinje leta 2005.